# 民立大学設立運動
民立大学設立運動（みんりつだいがくせつりつうんどう/朝: 민립대학설립운동）とは、1920年代初頭に日本統治下の朝鮮で、朝鮮人の手で大学を設立する目的で起こった文化運動である。

## 背景
1910年の日韓併合以来、日本政府は朝鮮総督に軍人を任命し、憲兵を動員することで強圧的な武断統治をおこなっていた。朝鮮人がこれに反発し三・一独立運動を起こすと、日本政府は武力による統治を弱め、朝鮮人差別を緩和するなどの様々な宥和政策を中心とした文化統治をおこなった。
しかし教育分野では、実業機能教育が拡充された一方で師範大学を除く高等教育が実施されなかった。高等教育の重要性を認識していた朝鮮人民族主義者らは朝鮮民立大学期成会を立ち上げ、民族教育のための運動を展開していった。

## 内容
1923年3月29日、朝鮮民立大学期成会は発起総会を開催し「朝鮮民族1000万が1円ずつ」という標語のもと400万円を集め、具体的な事業計画を立てた。李商在、李昇薫、趙炳漢ら30人が中央執行委員会を構成、地方には地方部を置くことを決議し、4月2日の第一回執行委員会で委員長に李商在、常務委員に韓龍雲、姜仁沢ら9人を選出し、地方宣伝委員13人も選定し派遣した。その結果、1923年末までに全国約100か所に地方部が組織され、間島や奉天、ハワイにまで広がった。中央部は民立大学設立に関する宣伝と募金運動を展開し、李昇薫などの有力者が地方に出向き民立大学設立の趣旨を説明した。

## 結果
民立大学設立運動を受けて、日本政府は東京にある東洋大学の分校として朝鮮民立大学を発足させようとした。これに対し、朝鮮教育会は発足を承諾したが、朝鮮総督府は日本の大学令に分校設置に関する条約がないことを理由に発足を破棄した。以降総督府は、朝鮮人子弟らの教育機会拡充のためにはまず京城医学専門学校を京城医科大学に改編すべきことや、もし民立大学を作るとしても日本人子弟も通えるようにすべきこと(日鮮共学制)を訴えたが、朝鮮教育会はこれを非難し、日本政府に対する陳情書の送付と民立大学設立強行決議を満場一致で可決した。
総督府は1922年2月に第二次朝鮮教育令を公布し、1923年11月に大学創設準備委員会を設置、1924年5月には京城帝国大学官制を公布した。このように朝鮮で徐々に教育機関が充実したことに加え、民立大学設置のための講演会や募金活動が「排日思想」を理由に妨害されたこともあり、運動は下火になっていった。